# ローマンエンパイア
ローマンエンパイア（欧字名:Roman Empire、1999年2月6日 - 2016年10月29日）は日本の競走馬、種牡馬。主な勝ち鞍は、2002年の京成杯（GIII）。

## 経歴

### 誕生までの経緯
母ローマステーションは、酒井牧場が生産及び所有したローソサイエティ産駒で、1989年の新馬戦で勝利を挙げ19戦1勝で、競走馬を引退した。引退後は、酒井牧場から「仔分け」という方式で、中島牧場に生産を委託。初仔から4番仔までを酒井の持ち分とし、それ以降は中島牧場に譲渡するという約束であった。酒井の持ち分である4頭は、いずれも競走馬として勝利を挙げ、オーシャンステークスで3着となった2番仔ショーザランニング（父:ランフォーエバー）や福島民友カップを制した4番仔ニシオセーラムなど「順調な仔出し」（吉沢譲治）だったが、約束通り中島牧場に譲渡された。首が短く、短距離を走りそうな体型のローマステーションに、譲渡1年目はポリッシュパトリオット、2年目はジョリーズヘイローを種付けしたところ、酒井は同じ特性の種牡馬を配合したことを中島に叱った。そのため、3年目には、ローマステーションと対照的な体型であるサクラローレルを選ぶと、酒井はこの配合も「きっといい仔が生まれるよ」とほめられていた。
1999年2月6日、中島牧場にてサクラローレル産駒の牡馬（後のローマンエンパイア）が誕生。これまでの産駒よりも首と胴が長く、サクラローレルの想定通りの体型だった。

### 幼駒時代
ターファイトクラブにて総額2300万円計100口で会員募集され、ターファイトクラブの募集馬で一番早く満口となった。1歳9月となり、中島牧場を出て、育成牧場であるチェスナットファームに移動した。

### 競走馬時代
日本中央競馬会 (JRA) 所属時代は栗東トレーニングセンターの古川平調教師の管理馬となる。2001年12月の阪神競馬場の新馬戦、さざんか賞を連勝し、オープン入りを果たした。新馬戦ではチアズシュタルクを、さざんか賞ではテレグノシスに圧勝し、のちの皐月賞で人気を集める逸材だった。
明けて2002年、東京競馬場の京成杯に挑戦。母にヤマニンパラダイスを持つ良血馬ヤマニンセラフィムと、父サクラローレルの初年度産駒として注目されたローマンエンパイアの両頭に人気が集中。レースは先に抜け出したヤマニンセラフィムを大外からローマンエンパイアが追い込み、際どい一騎討ちの末に1着同着となった。次に出走したのは3月、ヤマニンセラフィムと再度対戦となった中山競馬場の弥生賞で、ヤマノブリザードやバランスオブゲームら素質馬が集まる一戦となった。レースは逃げたバランスオブゲームを、大外を回っての直線一気で捕らえ切れず2着に敗退。騎乗した武幸四郎の仕掛けの遅さを非難する声もあったが、「負けてなお強し」という印象を与え（この弥生賞ではヤマニンセラフィムが骨折して6着と大敗、その後両者の対戦はない）続くクラシック第1弾皐月賞では、タニノギムレットら強力メンバーが集ったなか、2番人気に支持されるが体調不良もあり、やや出遅れて後方のまま14着に大敗。さらに左肩跛行の症状を見せたため、長期休養に入った。
約9か月の休養を挟んだのち、翌2003年の京都競馬場のオープン特別・淀短距離ステークスで復帰。休み明けと距離短縮（2000メートル戦から一気に1200メートル戦へ短縮）の不利を感じさせない大外からの豪脚で2着に食い込むが、次走の京都記念は13着に大敗。この年は6戦したものの、東京競馬場のエプソムカップでの2着が目立つ程度に終わった（6戦2着2回、4着1回、6着1回）。その後、蕁麻疹を発症したため2度目の長期休養に入った。
2004年の復帰戦は小倉競馬場の小倉大賞典で5着。阪神のオープン特別・大阪城ステークスで京成杯以来、2年2か月ぶりの勝利を挙げた。その後2戦は産経大阪杯5着、都大路ステークスが11着に終わり、エプソムカップ出走へ向けての調整中に右第1指骨を剥離骨折した。幸い症状は軽く、半年の休養を経て秋の京都競馬場で復帰したが、カシオペアステークス4着、京阪杯12着。その後安藤勝己騎手からダートの適性を示唆され、12月、初めてのダート戦となる阪神競馬場のオープン特別・ベテルギウスステークスで2着と健闘した。
2005年は京都競馬場のダート平安ステークス8着後に脚部不安で再度休養。12月末の阪神競馬場の2005ファイナルステークスで復帰して3着。
2006年は小倉大賞典6着、大阪城ステークス2着、大阪杯10着後に脚部不安により実に5度目の長期休養に入った。
2007年は管理調教師の古川平が定年引退となったため、美浦トレーニングセンターの坂本勝美厩舎へと移籍した。中山競馬場のダービー卿チャレンジトロフィーで14着、東京競馬場のエプソムカップで15着に終わり、その4日後の6月14日にJRAの競走登録を抹消された。
その後、地方競馬の金沢・藤木一男厩舎に移籍。初戦の金沢競馬場で行われたダイヤモンド特別を制し、移籍後初勝利を挙げている。しかしその後は脚部不安などでレースに出走できず、2008年3月に競走馬引退が発表された。

## 競走成績
以下の内容は、netkeiba.com及びJBISサーチの情報に基づく。
| 年月日     | 競馬場 | 競走名            | 格   | 頭数 | 枠番 | 馬番 | オッズ （人気） | オッズ （人気） | 着順 | 騎手       | 斤量 （kg） | 距離（馬場）  | タイム | 着差  | 勝ち馬/（2着馬）       |
| ---------- | ------ | ----------------- | ---- | ---- | ---- | ---- | --------------- | --------------- | ---- | ---------- | ----------- | ------------- | ------ | ----- | ---------------------- |
| 2001.12.02 | 阪神   | 2歳新馬           |      | 15   | 1    | 1    | 002.3           | 0（1人）        | 01着 | M.デムーロ | 54          | 芝1600m（良） | 1:37.2 | -0.3  | （チアズシュタルク）   |
| 0000.12.16 | 阪神   | さざんか賞        | 5下  | 14   | 5    | 8    | 002.7           | 0（1人）        | 01着 | 武幸四郎   | 54          | 芝1400m（良） | 1:21.2 | -0.8  | （キタサンオウシャン） |
| 2002.01.13 | 東京   | 京成杯            | GIII | 13   | 7    | 11   | 001.9           | 0（1人）        | 01着 | 武幸四郎   | 55          | 芝2000m（良） | 2:00.4 | -同着 | ヤマニンセラフィム     |
| 0000.03.29 | 中山   | 弥生賞            | GII  | 11   | 8    | 11   | 002.8           | 0（2人）        | 02着 | 武幸四郎   | 56          | 芝2000m（良） | 2:02.1 | -0.1  | バランスオブゲーム     |
| 0000.04.14 | 中山   | 皐月賞            | GI   | 18   | 5    | 10   | 004.3           | 0（2人）        | 14着 | 武幸四郎   | 57          | 芝2000m（良） | 2:00.2 | -1.7  | ノーリーズン           |
| 2003.01.18 | 京都   | 淀短距離S         | OP   | 15   | 4    | 8    | 009.9           | 0（4人）        | 02着 | 福永祐一   | 55          | 芝1200m（良） | 1:08.2 | -0.2  | キーンランドスワン     |
| 0000.02.22 | 京都   | 京都記念          | GII  | 16   | 2    | 3    | 003.3           | 0（1人）        | 13着 | 武幸四郎   | 56          | 芝2200m（稍） | 2:17.6 | -1.1  | マイソールサウンド     |
| 0000.03.15 | 阪神   | 大阪城S           | OP   | 16   | 5    | 9    | 002.1           | 0（1人）        | 14着 | 安藤勝己   | 56          | 芝2000m（良） | 2:01.0 | -1.8  | アサカディフィート     |
| 0000.05.18 | 東京   | 京王杯スプリングC | GII  | 13   | 8    | 12   | 006.9           | 0（3人）        | 06着 | 武豊       | 57          | 芝1400m（良） | 1:21.7 | -0.7  | テレグノシス           |
| 0000.06.15 | 東京   | エプソムC         | GIII | 18   | 5    | 10   | 008.1           | 0（3人）        | 02着 | 後藤浩輝   | 57          | 芝1800m（稍） | 1:47.7 | -0.0  | マイネルアムンゼン     |
| 0000.07.06 | 阪神   | 米子S             | OP   | 11   | 2    | 2    | 002.7           | 0（1人）        | 04着 | 小牧太     | 57          | 芝1600m（良） | 1:35.4 | -0.3  | キタサンチャンネル     |
| 2004.02.08 | 小倉   | 小倉大賞典        | GIII | 15   | 8    | 16   | 005.9           | 0（4人）        | 05着 | 武豊       | 57          | 芝1800m（芝） | 1:50.2 | -1.1  | メイショウバトラー     |
| 0000.03.13 | 阪神   | 大阪城S           | OP   | 16   | 7    | 14   | 003.9           | 0（1人）        | 01着 | 岩田康誠   | 57          | 芝2000m（良） | 1:59.0 | -0.0  | （タケハナオペラ）     |
| 0000.04.04 | 阪神   | 産経大阪杯        | GII  | 11   | 6    | 6    | 024.3           | 0（7人）        | 05着 | 福永祐一   | 57          | 芝2000m（稍） | 2:00.0 | -0.4  | ネオユニヴァース       |
| 0000.05.09 | 京都   | 都大路S           | OP   | 12   | 4    | 4    | 003.5           | 0（1人）        | 11着 | 岩田康誠   | 56          | 芝1600m（稍） | 1:35.7 | -1.4  | チアズメッセージ       |
| 0000.11.06 | 京都   | カシオペアS       | OP   | 9    | 8    | 8    | 006.7           | 0（4人）        | 04着 | 松永幹夫   | 57          | 芝1800m（良） | 1:47.6 | -0.1  | エリモマキシム         |
| 0000.11.27 | 京都   | 京阪杯            | GIII | 17   | 2    | 3    | 018.5           | 0（9人）        | 12着 | 松永幹夫   | 56          | 芝1800m（良） | 1:47.9 | -1.6  | ダイワエルシエーロ     |
| 0000.12.25 | 阪神   | ベテルギウスS     | OP   | 12   | 4    | 4    | 017.6           | 0（5人）        | 02着 | 松永幹夫   | 57          | ダ1800m（良） | 1:51.5 | -0.8  | スパイキュール         |
| 2005.01.23 | 京都   | 平安S             | GIII | 16   | 7    | 13   | 015.7           | 0（6人）        | 08着 | 松永幹夫   | 57          | ダ1800m（良） | 1:51.3 | -1.0  | ヒシアトラス           |
| 0000.12.25 | 阪神   | 2005ファイナルS   | OP   | 15   | 8    | 15   | 017.6           | 0（7人）        | 03着 | 石橋守     | 56          | 芝1600m（良） | 1:36.2 | -0.4  | ニューベリー           |
| 2006.02.04 | 小倉   | 小倉大賞典        | GIII | 16   | 3    | 5    | 019.1           | 0（9人）        | 09着 | 石橋守     | 57          | 芝1800m（良） | 1:48.2 | -1.0  | メジロマイヤー         |
| 0000.03.11 | 阪神   | 大阪城S           | OP   | 12   | 4    | 4    | 007.3           | 0（4人）        | 02着 | 川原正一   | 57          | 芝2000m（良） | 2:00.8 | -0.1  | マチカネメニモミヨ     |
| 0000.04.02 | 阪神   | 産経大阪杯        | GII  | 12   | 6    | 8    | 025.2           | 0（7人）        | 10着 | 川原正一   | 57          | 芝2000m（重） | 2:05.8 | -1.3  | カンパニー             |
| 2007.04.01 | 中山   | ダービー卿CT      | GIII | 15   | 8    | 14   | 079.8           | （13人）        | 14着 | 北村宏司   | 56          | 芝1600m（良） | 1:34.5 | -1.4  | ピカレスクコート       |
| 0000.06.10 | 東京   | エプソムC         | GIII | 18   | 5    | 10   | 107.0           | （16人）        | 15着 | 菊沢隆徳   | 56          | 芝1800m（稍） | 1:50.9 | -2.6  | エイシンデピュティ     |
| 0000.09.09 | 金沢   | ダイヤモンド特別  | A1   | 9    | 8    | 9    | 001.5           | 0（1人）        | 01着 | 前野幸一   | 54          | ダ1500m（稍） | 1:36.0 | -0.1  | （ケンゴウザン）       |

## 種牡馬入り後
2008年より、サクラローレル産駒として初の後継種牡馬となる。繋養地は生まれ故郷の中島牧場だが、中島牧場はイーストスタッドの隣にあり、種付け時のみ同スタッドへ移動していた。2011年に初年度産駒がデビュー。この年限りで種牡馬を引退する予定であったが、2頭の初年度産駒がともに勝ち上がったため、種牡馬生活を続行することになった。
2016年の種付けシーズンを最後に種牡馬を引退し、6月27日にホーストラスト北海道に移動し余生を送っていた。同年10月29日死亡。解剖の結果、死因は胃破裂による急性敗血性ショックと判明した。

## 血統表
| ローマンエンパイアの血統          | ローマンエンパイアの血統                | ローマンエンパイアの血統 | （血統表の出典）       | （血統表の出典） |
| 父系                              | ブラッシンググルーム系                  | ブラッシンググルーム系   | ブラッシンググルーム系 | [ § 2 ]          |
| 父 サクラローレル 1991 栃栗毛     | 父の父Rainbow Quest 1981 鹿毛           | Blushing Groom           | Red God                | Red God          |
| 父 サクラローレル 1991 栃栗毛     | 父の父Rainbow Quest 1981 鹿毛           | Blushing Groom           | Runaway Bride          |                  |
| 父 サクラローレル 1991 栃栗毛     | 父の父Rainbow Quest 1981 鹿毛           | I Will Follow            | Herbager               | Herbager         |
| 父 サクラローレル 1991 栃栗毛     | 父の父Rainbow Quest 1981 鹿毛           | I Will Follow            | Where You Lead         |                  |
| 父 サクラローレル 1991 栃栗毛     | 父の母*ローラローラ 1985 栗毛           | Saint Cyrien             | Luthier                | Luthier          |
| 父 サクラローレル 1991 栃栗毛     | 父の母*ローラローラ 1985 栗毛           | Saint Cyrien             | Sevres                 |                  |
| 父 サクラローレル 1991 栃栗毛     | 父の母*ローラローラ 1985 栗毛           | Bold Lady                | Bold Lad               | Bold Lad         |
| 父 サクラローレル 1991 栃栗毛     | 父の母*ローラローラ 1985 栗毛           | Bold Lady                | Tredam                 |                  |
| 母 ローマステーション 1987 黒鹿毛 | 母の父Law Society 1982 黒鹿毛           | Alleged                  | Hoist the Flag         | Hoist the Flag   |
| 母 ローマステーション 1987 黒鹿毛 | 母の父Law Society 1982 黒鹿毛           | Alleged                  | Princess Pout          |                  |
| 母 ローマステーション 1987 黒鹿毛 | 母の父Law Society 1982 黒鹿毛           | Bold Bikini              | Boldnesian             | Boldnesian       |
| 母 ローマステーション 1987 黒鹿毛 | 母の父Law Society 1982 黒鹿毛           | Bold Bikini              | Ran-Tan                |                  |
| 母 ローマステーション 1987 黒鹿毛 | 母の母*アルパインスウィフト 1983 黒鹿毛 | Storm Bird               | Northern Dancer        | Northern Dancer  |
| 母 ローマステーション 1987 黒鹿毛 | 母の母*アルパインスウィフト 1983 黒鹿毛 | Storm Bird               | South Ocean            |                  |
| 母 ローマステーション 1987 黒鹿毛 | 母の母*アルパインスウィフト 1983 黒鹿毛 | La Dame Du Lac           | Round Table            | Round Table      |
| 母 ローマステーション 1987 黒鹿毛 | 母の母*アルパインスウィフト 1983 黒鹿毛 | La Dame Du Lac           | Cosmah                 |                  |
| 母系(F-No.)                       | (FN:2-d)                                | (FN:2-d)                 | (FN:2-d)               | [ § 3 ]          |
| 5代内の近親交配                   | Bold Ruler 5x5=6.25%                    | Bold Ruler 5x5=6.25%     | Bold Ruler 5x5=6.25%   | [ § 4 ]          |
| 出典                              | 1. 2. 3. 4.                             | 1. 2. 3. 4.              | 1. 2. 3. 4.            | 1. 2. 3. 4.      |

- 半姉ターフメビュース（父エブロス）の仔にキーポケット（2010年GRANDAME-JAPAN古馬シリーズ優勝）がいる[16]。